# Oggiono
Oggiono – miejscowość i gmina we Włoszech, w regionie Lombardia, w prowincji Lecco.
Według danych na rok 2004 gminę zamieszkiwało 7956 osób, 1136,6 os./km².

## Współpraca
- Leisnig, Niemcy
- Halásztelek, Węgry